# SG Laydernier
La Banque Laydernier était une banque française créée en 1891, et qui était implantée en Savoie, en Haute-Savoie, en Isère (La Tour-du-Pin) et dans le Pays de Gex. 
Elle était une des neuf banques du groupe Crédit du Nord.
Depuis le 1er janvier 2023 et le rapprochement avec le réseau de Société Générale dans les Savoie, Banque Laydernier via SG LAYDERNIER est une des marques de la nouvelle banque SG. 

## Histoire
Léon Laydernier, un employé à la Banque de France d'Annecy, crée la banque Commerciale d'Annecy, le 16 mars 1891. Cette création fut avant tout désirée par de nombreux industriels locaux désireux de trouver les moyens de financer leur développement ainsi que le département de la Haute-Savoie. Cinq ans plus tard, la banque changera de dénomination pour s'appeler Banque commerciale d'Annecy, Laydernier et Cie.
À la suite d'un développement soutenu et désormais important, la banque s'ouvre au Crédit lyonnais et à la Banque de l'Union parisienne en 1954, chacun prenant une part du capital de 41 %.
De son côté, la banque Laydernier, prendra elle aussi des participations dans d'autres banques telles que la Banque Payot à Chamonix et Saint-Gervais-les-Bains en 1957 et en 1962, la Banque Tinland à La Tour-du-Pin et Bourgoin.

## Développement contemporains
En 1970, la banque compte pas moins de 18 implantations réparties un peu partout dans la région alpine. Elle prendra en 1972, la dénomination de Banque Laydernier. Depuis elle n'a cessé de se développer pour constituer régionalement un réseau bancaire, notamment en rachetant de nombreuses parts de capitaux dans d'autres banques.
En 1978 le Crédit lyonnais, rachète les parts de la Banque de l'Union parisienne (devenue entre-temps le Crédit du Nord), et celles de la famille Laydernier, devenant ainsi majoritaire. La Banque Tinland et la Banque auxiliaire du Rhône à Lyon sont absorbées.
Le 1er juillet 1982, la Banque est nationalisée et rattachée au Crédit lyonnais.
Le 30 octobre 1996 la Banque Laydernier rejoint le groupe Crédit du Nord (groupe Société générale), à l'issue d'une procédure de privatisation. 
Dans un souci de rationalisation des réseaux commerciaux, la Banque Laydernier cède le 1er juin 1997 ses agences de Lyon et Grenoble à la Banque Rhône-Alpes, en 2002 c'est au tour de celle de Bourgoin.
En retour, la Banque Rhône-Alpes cède, le 15 mars 1998, deux agences en Savoie (Chambéry et Aix-les-Bains) et trois en Haute-Savoie (Annecy, Thonon et Cluses).
Pour être au plus proche de sa clientèle de frontaliers, en 2002, implantation dans le Pays de Gex à Ferney-Voltaire puis en 2005 à Saint Genis Pouilly et à Divonne Les Bains en 2007.
En 2023, la fusion des réseaux de la Banque Laydernier et de Société Générale dans les Savoie a donné naissance à SG LAYDERNIER.